# Pohlia leptodontium
Pohlia leptodontium är en bladmossart som beskrevs av Brotherus 1903. Pohlia leptodontium ingår i släktet nickmossor, och familjen Bryaceae. Inga underarter finns listade i Catalogue of Life.